# 肾叶金腰
肾叶金腰（学名：Chrysosplenium griffithii）为虎耳草科金腰属下的一个变种。

## 扩展阅读
維基物種上的相關：肾叶金腰